# Внутрішнє море
Вну́трішнє мо́ре — в океанографії термін вживається до морів, що здебільшого закриті  від сполучення з океаном, яким притаманні обмежений порівняно з окраїнними морями водообмін із Світовим океаном. В таких морях глибина протоки, що з'єднує їх з океаном, невелика, що заважає створенню глибоководних течій, які б допускали змішання вод на великих глибинах. На відміну від океанських течій, що виникають завдяки вітрам, морські течії у внутрішніх морях виникають завдяки різниці в температурі та солоності води. Яскравими прикладами внутрішніх морів є Середземне та Балтійське моря.

## Класифікація внутрішніх морів
В залежності від кількості континентів, чиї береги моря омивають, внутрішні моря діляться на міжконтинентальні (наприклад Середземне і Червоне моря) і внутрішньоконтинентальні (Жовте та Чорне моря).
В залежності від наявності зв'язку з іншими морями чи Світовим океаном внутрішні моря бувають ізольовані (замкнуті) (Мертве, Аральське моря) та напівізольовані (напівзамкнуті) (Балтійське, Азовське моря). Зазвичай ізольовані моря вважаються солоними озерами.
За ступенем солоності виділяють два типи внутрішніх морів: концентраційний басейн — має більшу, ніж у зовнішньому океані, солоність завдяки активному випаровуванню, і його водообмін полягає у витоці солонішої морської води в нижніх шарах, та притоці більш прісної води в поверхневих шарах через зв'язуючий канал (приклад такого моря — Червоне море) і розбавляючий басейн — має меншу, ніж оточуючий океан солоність завдяки тому, що приток прісної води зі стоком річок та опадами не компенсується випаром. В цьому разі водообмін полягає в витоці менш солоної морської води в поверхневих шарах, та притоці солонішої води в придонних шарах через зв'язуючий канал. У таких басейнах часто трпляється, що водообмін з придонними шарами недостатній для підтримання потрібного для існування більшості біологічних видів вмісту кисню. Приклад такого моря — Чорне море.

## Внутрішнє море як внутрішні морські води
У міжнародному морському праві внутрішнім морем називається також море, береги якого належать одній державі. За міжнародним правом внутрішнє море, як і внутрішні води, є частиною території держави і перебуває під її суверенітетом (приклад: Біле море — внутрішнє море Росії). Внутрішнє море відкрите для проходу невійськових суден, яким дозволений вхід на рейди і в порти, перелік яких вказується у «Сповіщеннях мореплавцям». На захід іноземних військових кораблів у внутрішнє море потрібен спеціальний дозвіл. Іноземні судна і військові кораблі у внутрішньому морі мають дотримуватись правил прибережної держави з охорони політичних, економічних інтересів та безпеки мореплавства.
Конвенція ООН з морського права 1982 року не містить поняття «внутрішнє море», а лише термін «замкнуте (замкнене) або напівзамкнуте (напівзамкнене) море» (ст. 122 Конвенції). Замкнуті моря, на які виходять дві чи більше держав, з точки зору міжнародного права, складаються з територіальних вод і виключних економічних зон держав моря. Раніше в міжнародному морському праві до них використовувався термін закрите (регіональне) море.

## Статус Азовського моря як правовий нонсенс
Азовське море до 1991 року перебувало повністю під суверенітетом СРСР. У 2003 році, в ході переговорів між Україною і Росією щодо розмежування Азовського моря і Керченської протоки, російська сторона змусила Україну визнати Азовське море «історично внутрішніми водами Росії та України», що є правовим нонсенсом.